# Savigno
Savigno là một đô thị ở tỉnh Bologna vùng Emilia-Romagna của Ý, có vị trí khoảng 25 km về phía tây nam của Bologna. Tại thời điểm ngày 31 tháng 12 năm 2004, đô thị này có dân số 2.679 người và diện tích là 54,8 km².
Savigno giáp các đô thị sau: Castello di Serravalle, Marzabotto, Monte San Pietro, Vergato, Zocca.